# 石和温泉郷

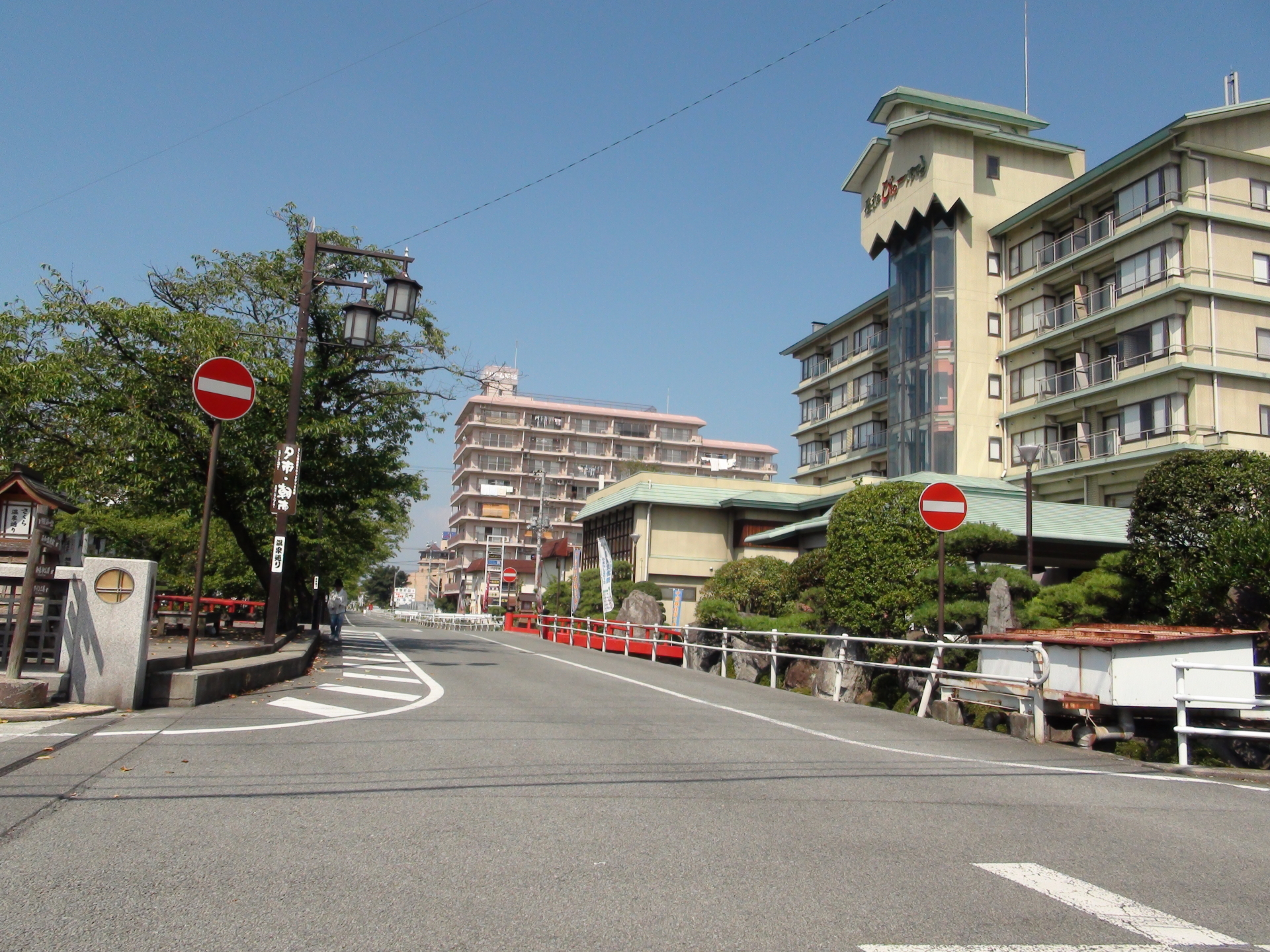
石和温泉郷内にある石和温泉の旅館街

石和温泉郷（いさわおんせんきょう）は、山梨県笛吹市（旧国甲斐国）の石和地域および春日居地域に位置する温泉の総称（温泉郷）である。

## 郷内の温泉
- 石和温泉（石和地域北緯35度39分28.3秒 東経138度38分45.6秒）
- 春日居温泉（春日居地域北緯35度39分36.9秒 東経138度39分36.1秒）
- 日の出温泉（春日居地域北緯35度39分45.4秒 東経138度38分15秒）

なお、同じ春日居地区にある春日居温泉と日の出温泉を併せて春日居温泉郷（かすがいおんせんきょう）と呼ばれている。

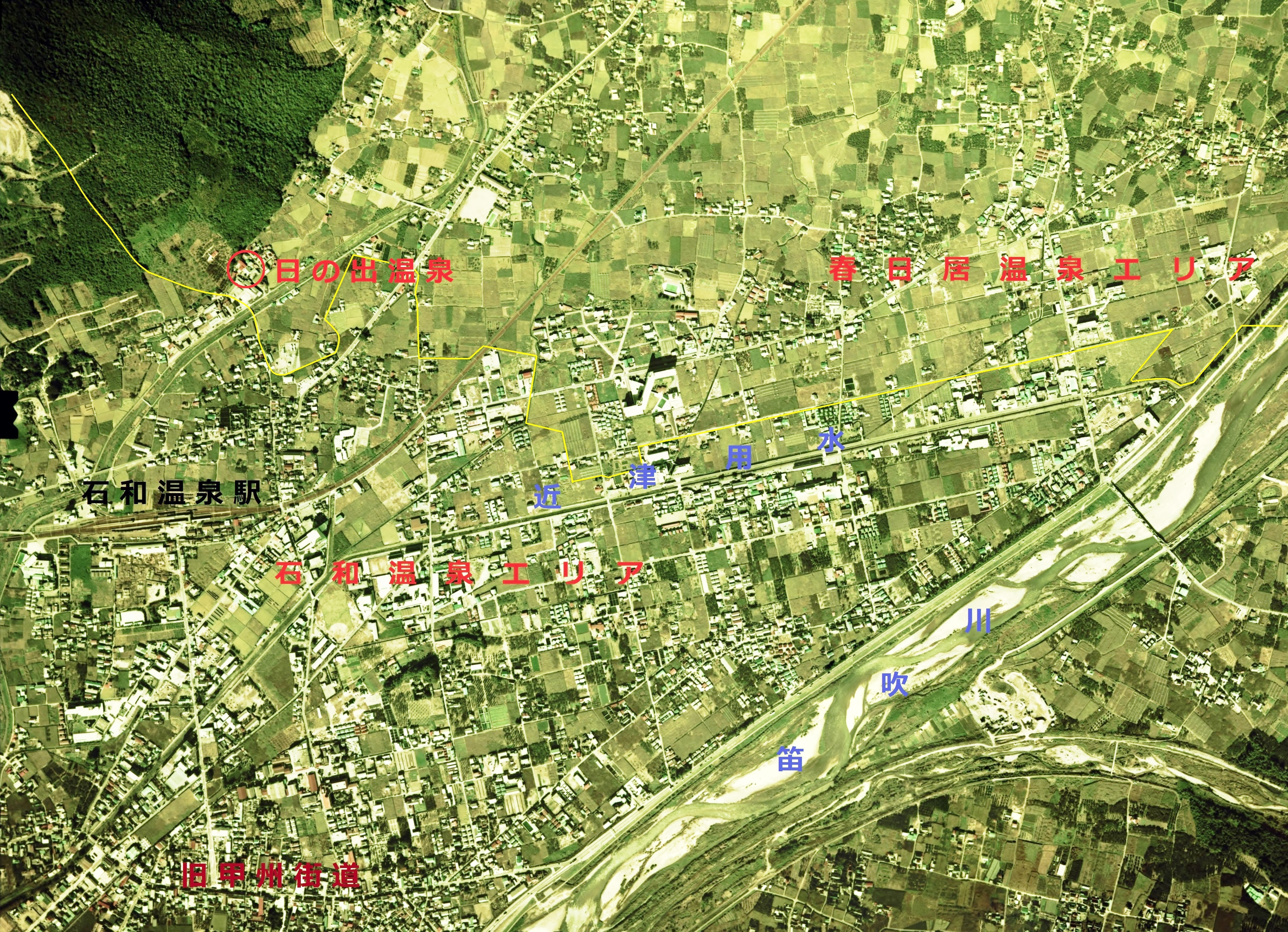
石和温泉郷の位置関係を記入した空中写真。旧石和町、旧春日居町の境界線を黄色いラインで示した。（1975年撮影の2枚より合成作成）

## 概要
石和温泉郷で最初に開湯したのは日の出温泉で、1909年（明治42年）までさかのぼる。すでに中央本線が開通し、石和駅（現在の石和温泉駅）も開業していたが、日の出温泉は一軒宿と規模が小さく、知られざる存在であった。
転機が訪れたのは高度成長時代の1961年（昭和36年）で、駅南側で温泉を掘削したところ突如として大量の温泉が噴出し、「青空温泉」としてマスメディアに紹介されたことで一気に知名度が向上した。その後石和地区、さらには春日居地区でも掘削が始まり、1964年（昭和39年）には春日居地区でも大量の温泉が湧き出るようになった。これを機に石和・春日居地区とも温泉街が作られ、それまで信玄の隠し湯として知られていた甲府市の信玄の湯 湯村温泉を凌ぐ山梨県最大規模の温泉郷となり、現在に至る。

## 特徴
石和温泉郷は保養温泉や歓楽温泉としても発展した温泉郷である。
保養温泉として
石和温泉が湧出して間もない1964年（昭和39年）に石和温泉病院が開院。当時としては珍しいリハビリテーション科のある病院であり、現在病床数は205床となっている。その後春日居温泉にも山梨リハビリテーション病院（1969年（昭和44年）開院、病床数135床）、富士温泉病院（1977年（昭和52年）開院、病床数205床）と春日居サイバーナイフ・リハビリ病院（1978年（昭和53年）開院、病床数200床）などが建てられ、温泉療法によるリハビリテーションが行われている。ただし国民保養温泉地の指定は受けていない。
歓楽温泉として
団体旅行の需要が多かったことから、石和温泉郷が発展するとともに歓楽街も作られ、宿泊者の盛り場となった。次第に風俗店も進出し、風俗街としての一面も見せるようになる。ただし宿泊者および来訪者のニーズの変化により歓楽街および風俗街としては縮小傾向にある。なお、歓楽街は石和温泉側に集中しており、療養機関や住宅の多い春日居温泉側にはあまり見られない。日の出温泉に至っては歓楽的要素は皆無である。

## 交通アクセス
鉄道
- 中央本線 石和温泉駅下車

特急「あずさ」の一部と「かいじ」の全列車が停車する。
高速バス
- 中央高速バス甲府線の石和経由便､横浜 - 甲府・竜王線（京浜急行バス・山梨交通）または、羽田空港や成田空港からの空港連絡バス等に乗車し､石和温泉停留所下車

路線バス
- 富士急バスが富士山駅・富士急ハイランド・河口湖駅から路線バスを運行。

自家用車
- 東京方面から

中央自動車道一宮御坂インターチェンジから国道137号経由。
- 長野・名古屋方面から

中央自動車道笛吹八代スマートインターチェンジから県道313号経由。